# The Great Northfield, Minnesota Raid
The Great Northfield, Minnesota Raid es una película western estadounidense de 1972 sobre la banda de James-Younger distribuida por Universal Pictures. Fue escrita y dirigida por Philip Kaufman en estilo cinéma vérité y protagonizada por Cliff Robertson. La película pretende recrear la escapada más infame de la banda de James-Younger, el robo del 7 de septiembre de 1876 al "banco más grande al oeste del Mississippi", en Northfield, Minnesota.

## Trama
A mediados de la década de 1870, los forajidos Jesse James, Cole Younger y sus hermanos reciben amnistía por parte de la legislatura de Misuri, comprensiva ante los problemas creados para todos los ciudadanos por la guerra civil estadounidense. Los banqueros víctimas de las bandas de James y Younger se oponen vehementemente a esta acción y contratan a un agente de Pinkerton para seguir cada movimiento de los forajidos.
Younger ha dejado de lado sus planes de robar un banco en Northfield, Minnesota, considerado el más grande al oeste del río Misisipi. Sin embargo, el trabajo atrae a Jesse y Frank James, quienes no tienen intención de cambiar su forma de ganarse la vida.
Cole es emboscado por los agentes de Pinkerton, quienes usan a una prostituta como cebo. Y cuando los banqueros logran revocar la amnistía sobornando a los políticos, Cole viaja en tren a Minnesota para investigar el banco.
Una vez allí, Cole descubre que los habitantes del pueblo no están dispuestos a correr el riesgo de colocar su dinero en el banco debido a preocupaciones sobre su seguridad frente a los ladrones. Jesse, Frank y sus hombres llegan a caballo y, junto con Cole, convencen a los lugareños de que un envío de oro está en camino al banco porque se supone que es el lugar más seguro posible para ello.
Una vez que los ciudadanos comienzan a depositar su dinero, comienza el robo. Sin embargo, muchas cosas salen mal, entre ellas, un delincuente que queda encerrado en una bóveda y dos miembros de la banda son asesinados por los habitantes del pueblo. Teller Heywood, al descubrir que el "envío de oro" son bolsas de rocas, asume que Wilcox es parte del robo y se niega a abrir la bóveda con cerradura de tiempo. La pandilla mata a tiros a Heywood y golpea brutalmente a Wilcox. En la calle, el vagabundo local Gustavson comienza a balbucear incontrolablemente y los vigilantes de la pandilla, en pánico, lo matan a tiros, alertando a los habitantes del pueblo. Cole Younger y sus hombres huyen a una granja cercana, pero un grupo los rastrea y los detiene; principalmente debido a la negativa de Cole a abandonar a su hermano herido Bob. Los hermanos James se escapan. Pero cuando Jesse le menciona a Frank su intención de permitir que Bob Ford se una a la pandilla en Misuri, su destino queda sellado.

## Elenco
- Cliff Robertson como Cole Younger
- Robert Duvall como Jesse James
- Luke Askew como Jim Younger
- R. G. Armstrong como Clell Miller
- Dana Elcar como Allen
- Donald Moffat como Manning
- John Pearce como Frank James
- Matt Clark como Bob Younger
- Wayne Sutherlin como Charley Pitts
- Robert H. Harris como Wilcox
- Jack Manning como Heywood
- Elisha Cook como Bunker
- Royal Dano como Gustavson
- Mary-Robin Redd como Kate
- Bill Callaway como Callipist
- Arthur Peterson como Jefferson Jones
- Craig Curtis como Chadwell
- Barry Brown como Henry Wheeler
- Nellie Burt como Doll Woman
- Liam Dunn como Drummer
- Madeleine Taylor Holmes como Granny Woman
- Herbert Nelson como Chief Detective
- Erik Holland como Sheriff
- Anne Barton como Clell's Wife
- Marjorie Durant como Maybelle
- Inger Stratton como Singing Whore
- Valda J. Hansen como Nude Girl
- Paul Frees como Narrator (sin acreditar)

## Producción
La película se rodó en Jacksonville, Oregón. 